# Tournoi de Londres de rugby à sept 2005
Navigation
2004 2006
Le Tournoi de Londres de rugby à sept 2005 (anglais : England rugby sevens 2005) est la 6e étape de la saison 2004-2005 du IRB Sevens World Series. Elle se déroule les 5 et 6 juin 2005 au Stade de Twickenham à Londres, en Angleterre.
La victoire finale revient à l'équipe d'Afrique du Sud, battant en finale l'équipe d'Angleterre sur le score de 21 à 12.

## Équipes participantes
Seize équipes participent au tournoi :
- Afrique du Sud
- Angleterre
- Argentine
- Australie
- Canada
- Fidji
- France
- Géorgie
- Italie
- Kenya
- Nouvelle-Zélande
- Portugal
- Russie
- Samoa
- Tunisie
- Écosse

## Phase de poules

### Poule A
| Rang | Pays             | J | V | N | D | Pm | Pe | Diff | Pts |
| ---- | ---------------- | - | - | - | - | -- | -- | ---- | --- |
| 1    | Nouvelle-Zélande | 3 | 3 | 0 | 0 | 99 | 7  | +92  | 9   |
| 2    | Écosse           | 3 | 2 | 0 | 1 | 43 | 50 | -7   | 7   |
| 3    | Tunisie          | 3 | 1 | 0 | 2 | 35 | 58 | -23  | 5   |
| 4    | Russie           | 3 | 0 | 0 | 3 | 35 | 97 | -62  | 3   |

|  | Nouvelle-Zélande | 36 - 0 | Écosse | Stade de Twickenham, Londres |
|  |                  |        |        | Stade de Twickenham, Londres |
|  |                  |        |        | Stade de Twickenham, Londres |

|  | Tunisie | 35 - 14 | Russie | Stade de Twickenham, Londres |
|  |         |         |        | Stade de Twickenham, Londres |
|  |         |         |        | Stade de Twickenham, Londres |

|  | Écosse | 17 - 0 | Tunisie | Stade de Twickenham, Londres |
|  |        |        |         | Stade de Twickenham, Londres |
|  |        |        |         | Stade de Twickenham, Londres |

|  | Nouvelle-Zélande | 36 - 7 | Russie | Stade de Twickenham, Londres |
|  |                  |        |        | Stade de Twickenham, Londres |
|  |                  |        |        | Stade de Twickenham, Londres |

|  | Écosse | 26 - 14 | Russie | Stade de Twickenham, Londres |
|  |        |         |        | Stade de Twickenham, Londres |
|  |        |         |        | Stade de Twickenham, Londres |

|  | Nouvelle-Zélande | 27 - 0 | Tunisie | Stade de Twickenham, Londres |
|  |                  |        |         | Stade de Twickenham, Londres |
|  |                  |        |         | Stade de Twickenham, Londres |

### Poule B
| Rang | Pays       | J | V | N | D | Pm | Pe | Diff | Pts |
| ---- | ---------- | - | - | - | - | -- | -- | ---- | --- |
| 1    | Angleterre | 3 | 2 | 0 | 1 | 77 | 24 | +53  | 7   |
| 2    | France     | 3 | 2 | 0 | 1 | 62 | 48 | +14  | 7   |
| 3    | Samoa      | 3 | 2 | 0 | 1 | 60 | 49 | +11  | 7   |
| 4    | Géorgie    | 3 | 0 | 0 | 3 | 15 | 93 | -78  | 3   |

|  | Samoa | 19 - 15 | Angleterre | Stade de Twickenham, Londres |
|  |       |         |            | Stade de Twickenham, Londres |
|  |       |         |            | Stade de Twickenham, Londres |

|  | France | 38 - 0 | Géorgie | Stade de Twickenham, Londres |
|  |        |        |         | Stade de Twickenham, Londres |
|  |        |        |         | Stade de Twickenham, Londres |

|  | France | 24 - 19 | Samoa | Stade de Twickenham, Londres |
|  |        |         |       | Stade de Twickenham, Londres |
|  |        |         |       | Stade de Twickenham, Londres |

|  | Angleterre | 33 - 5 | Géorgie | Stade de Twickenham, Londres |
|  |            |        |         | Stade de Twickenham, Londres |
|  |            |        |         | Stade de Twickenham, Londres |

|  | Samoa | 22 - 10 | Géorgie | Stade de Twickenham, Londres |
|  |       |         |         | Stade de Twickenham, Londres |
|  |       |         |         | Stade de Twickenham, Londres |

|  | Angleterre | 29 - 0 | France | Stade de Twickenham, Londres |
|  |            |        |        | Stade de Twickenham, Londres |
|  |            |        |        | Stade de Twickenham, Londres |

### Poule C
| Rang | Pays      | J | V | N | D | Pm  | Pe | Diff | Pts |
| ---- | --------- | - | - | - | - | --- | -- | ---- | --- |
| 1    | Fidji     | 3 | 3 | 0 | 0 | 122 | 5  | +117 | 9   |
| 2    | Australie | 3 | 2 | 0 | 1 | 59  | 38 | +21  | 7   |
| 3    | Canada    | 3 | 1 | 0 | 2 | 26  | 89 | -63  | 5   |
| 4    | Italie    | 3 | 0 | 0 | 3 | 21  | 96 | -75  | 3   |

|  | Fidji | 31 - 5 | Australie | Stade de Twickenham, Londres |
|  |       |        |           | Stade de Twickenham, Londres |
|  |       |        |           | Stade de Twickenham, Londres |

|  | Canada | 26 - 14 | Italie | Stade de Twickenham, Londres |
|  |        |         |        | Stade de Twickenham, Londres |
|  |        |         |        | Stade de Twickenham, Londres |

|  | Australie | 33 - 0 | Canada | Stade de Twickenham, Londres |
|  |           |        |        | Stade de Twickenham, Londres |
|  |           |        |        | Stade de Twickenham, Londres |

|  | Fidji | 49 - 0 | Italie | Stade de Twickenham, Londres |
|  |       |        |        | Stade de Twickenham, Londres |
|  |       |        |        | Stade de Twickenham, Londres |

|  | Australie | 21 - 7 | Italie | Stade de Twickenham, Londres |
|  |           |        |        | Stade de Twickenham, Londres |
|  |           |        |        | Stade de Twickenham, Londres |

|  | Fidji | 42 - 0 | Canada | Stade de Twickenham, Londres |
|  |       |        |        | Stade de Twickenham, Londres |
|  |       |        |        | Stade de Twickenham, Londres |

### Poule D
| Rang | Pays           | J | V | N | D | Pm | Pe | Diff | Pts |
| ---- | -------------- | - | - | - | - | -- | -- | ---- | --- |
| 1    | Afrique du Sud | 3 | 3 | 0 | 0 | 81 | 40 | +41  | 9   |
| 2    | Argentine      | 3 | 2 | 0 | 1 | 83 | 41 | +42  | 7   |
| 3    | Kenya          | 3 | 1 | 0 | 2 | 31 | 74 | -43  | 5   |
| 4    | Portugal       | 3 | 0 | 0 | 3 | 36 | 76 | -40  | 3   |

|  | Afrique du Sud | 24 - 21 | Argentine | Stade de Twickenham, Londres |
|  |                |         |           | Stade de Twickenham, Londres |
|  |                |         |           | Stade de Twickenham, Londres |

|  | Kenya | 19 - 12 | Portugal | Stade de Twickenham, Londres |
|  |       |         |          | Stade de Twickenham, Londres |
|  |       |         |          | Stade de Twickenham, Londres |

|  | Afrique du Sud | 24 - 12 | Kenya | Stade de Twickenham, Londres |
|  |                |         |       | Stade de Twickenham, Londres |
|  |                |         |       | Stade de Twickenham, Londres |

|  | Argentine | 24 - 17 | Portugal | Stade de Twickenham, Londres |
|  |           |         |          | Stade de Twickenham, Londres |
|  |           |         |          | Stade de Twickenham, Londres |

|  | Afrique du Sud | 33 - 7 | Portugal | Stade de Twickenham, Londres |
|  |                |        |          | Stade de Twickenham, Londres |
|  |                |        |          | Stade de Twickenham, Londres |

|  | Argentine | 38 - 0 | Kenya | Stade de Twickenham, Londres |
|  |           |        |       | Stade de Twickenham, Londres |
|  |           |        |       | Stade de Twickenham, Londres |

## Phase finale
Résultats de la phase finale

### Tournois principaux

#### Cup
|  | Quarts de finale | Quarts de finale |                |    | Demi-finales | Demi-finales |  |  | Finale | Finale |
|  | Quarts de finale | Quarts de finale |                |    | Demi-finales | Demi-finales |  |  | Finale | Finale |
|  |                  |                  |                |    |              |              |  |  |        |        |
|  |                  |                  |                |    |              |              |  |  |        |        |
|  |                  |                  |                |    |              |              |  |  |        |        |
|  | Afrique du Sud   | 42               |                |    |              |              |  |  |        |        |
|  | Afrique du Sud   | 42               |                |    |              |              |  |  |        |        |
|  | Australie        | 0                |                |    |              |              |  |  |        |        |
|  | Australie        | 0                | Afrique du Sud | 35 |              |              |  |  |        |        |
|  |                  |                  | Afrique du Sud | 35 |              |              |  |  |        |        |
|  |                  | Nouvelle-Zélande | 26             |    |              |              |  |  |        |        |
|  | Nouvelle-Zélande | Nouvelle-Zélande | 26             | 21 |              |              |  |  |        |        |
|  | Nouvelle-Zélande |                  |                | 21 |              |              |  |  |        |        |
|  | France           | 12               |                |    |              |              |  |  |        |        |
|  | France           | 12               | Afrique du Sud | 21 |              |              |  |  |        |        |
|  |                  |                  | Afrique du Sud | 21 |              |              |  |  |        |        |
|  |                  | Angleterre       | 12             |    |              |              |  |  |        |        |
|  | Angleterre       | Angleterre       | 12             | 40 |              |              |  |  |        |        |
|  | Angleterre       |                  |                | 40 |              |              |  |  |        |        |
|  | Écosse           | 7                |                |    |              |              |  |  |        |        |
|  | Écosse           | 7                | Angleterre     | 33 |              |              |  |  |        |        |
|  |                  |                  | Angleterre     | 33 |              |              |  |  |        |        |
|  |                  | Argentine        | 7              |    |              |              |  |  |        |        |
|  | Argentine        | Argentine        | 7              | 31 |              |              |  |  |        |        |
|  | Argentine        |                  |                | 31 |              |              |  |  |        |        |
|  | Fidji            | 5                |                |    |              |              |  |  |        |        |
|  | Fidji            | 5                |                |    |              |              |  |  |        |        |

#### Bowl
|  | Quarts de finale | Quarts de finale |         |    | Demi-finales | Demi-finales |  |  | Finale | Finale |
|  | Quarts de finale | Quarts de finale |         |    | Demi-finales | Demi-finales |  |  | Finale | Finale |
|  |                  |                  |         |    |              |              |  |  |        |        |
|  |                  |                  |         |    |              |              |  |  |        |        |
|  |                  |                  |         |    |              |              |  |  |        |        |
|  | Samoa            | 45               |         |    |              |              |  |  |        |        |
|  | Samoa            | 45               |         |    |              |              |  |  |        |        |
|  | Russie           | 0                |         |    |              |              |  |  |        |        |
|  | Russie           | 0                | Samoa   | 27 |              |              |  |  |        |        |
|  |                  |                  | Samoa   | 27 |              |              |  |  |        |        |
|  |                  | Portugal         | 0       |    |              |              |  |  |        |        |
|  | Portugal         | Portugal         | 0       | 26 |              |              |  |  |        |        |
|  | Portugal         |                  |         | 26 |              |              |  |  |        |        |
|  | Canada           | 0                |         |    |              |              |  |  |        |        |
|  | Canada           | 0                | Samoa   | 27 |              |              |  |  |        |        |
|  |                  |                  | Samoa   | 27 |              |              |  |  |        |        |
|  |                  | Tunisie          | 0       |    |              |              |  |  |        |        |
|  | Tunisie          | Tunisie          | 0       | 33 |              |              |  |  |        |        |
|  | Tunisie          |                  |         | 33 |              |              |  |  |        |        |
|  | Géorgie          | 0                |         |    |              |              |  |  |        |        |
|  | Géorgie          | 0                | Tunisie | 19 |              |              |  |  |        |        |
|  |                  |                  | Tunisie | 19 |              |              |  |  |        |        |
|  |                  | Italie           | 7       |    |              |              |  |  |        |        |
|  | Italie           | Italie           | 7       | 22 |              |              |  |  |        |        |
|  | Italie           |                  |         | 22 |              |              |  |  |        |        |
|  | Kenya            | 17               |         |    |              |              |  |  |        |        |
|  | Kenya            | 17               |         |    |              |              |  |  |        |        |

### Matchs de classement

#### Plate
|  | Demi-finales | Demi-finales |       |    | Finale | Finale |
|  | Demi-finales | Demi-finales |       |    | Finale | Finale |
|  |              |              |       |    |        |        |
|  |              |              |       |    |        |        |
|  |              |              |       |    |        |        |
|  | Fidji        | 21           |       |    |        |        |
|  | Fidji        | 21           |       |    |        |        |
|  | Écosse       | 10           |       |    |        |        |
|  | Écosse       | 10           | Fidji | 29 |        |        |
|  |              |              | Fidji | 29 |        |        |
|  |              | Australie    | 12    |    |        |        |
|  | Australie    | Australie    | 12    | 19 |        |        |
|  | Australie    |              |       | 19 |        |        |
|  | France       | 12           |       |    |        |        |
|  | France       | 12           |       |    |        |        |

#### Shield
|  | Demi-finales | Demi-finales |        |    | Finale | Finale |
|  | Demi-finales | Demi-finales |        |    | Finale | Finale |
|  |              |              |        |    |        |        |
|  |              |              |        |    |        |        |
|  |              |              |        |    |        |        |
|  | Canada       | 26           |        |    |        |        |
|  | Canada       | 26           |        |    |        |        |
|  | Russie       | 12           |        |    |        |        |
|  | Russie       | 12           | Canada | 28 |        |        |
|  |              |              | Canada | 28 |        |        |
|  |              | Kenya        | 12     |    |        |        |
|  | Kenya        | Kenya        | 12     | 17 |        |        |
|  | Kenya        |              |        | 17 |        |        |
|  | Géorgie      | 12           |        |    |        |        |
|  | Géorgie      | 12           |        |    |        |        |

## Bilan
Statistiques sportives 
- Meilleur marqueur du tournoi :  David Lemi (11 essais)
- Meilleur réalisateur du tournoi :  David Lemi (75 points)

Affluences